# Arcëm Rachmanaŭ
Arcëm Uladzimiravič Rachmanaŭ (in bielorusso Арцём Уладзіміравіч Рахманаў?; Minsk, 10 luglio 1990) è un calciatore bielorusso, difensore della Dinamo Brėst.

## Carriera

### Club
Ha giocato nella massima serie dei campionati bielorusso, estone, moldavo, ucraino e svedese.

### Nazionale
Ha giocato nella nazionale bielorussa Under-21.
Il 2 settembre 2021 ha esordito in nazionale maggiore nella gara persa per 1-0 contro la Rep. Ceca.

## Palmarès

### Club

#### Competizioni nazionali
- Campionato kazako: 1

Astana: 2022